# ナサニエル・カール・グッドウィン
ナサニエル・カール・グッドウィン（Nathaniel Carl Goodwin、1857年7月25日 - 1919年1月31日）は、アメリカ合衆国の俳優。

## 出演作品
- Wall Street Tragedy